# Cretacic târziu
Cretacicul Superior sau Cretacicul Târziu este cea mai recentă din cele două epoci ale Cretacicului. În general este considerat că s-a desfășurat acum 100,5–66 milioane de ani. S-a terminat printr-o masivă extincție, Extincția Cretacic-Terțiar, care a dus la sfârșitul dinozaurilor.

## Descriere
Cretacicul târziu a durat 35 de milioane de ani  S-a caracterizat print-o tendință de răcire care va continua și în perioada cenozoică. În cele din urmă tropicul s-a limitat la ecuator și zonele dincolo de liniile tropicale au prezentat modificări sezoniere extreme. Dinozaurii încă prosperau cu noi specii, cum ar fi Tyrannosaurus, Ankylosaurus, Triceratops și hadrozaurii care dominau lanțul trofic.
Pterozaurii, reptilele zburătoare, încep să piardă bătălia cu păsările care sunt mai bine adaptate la zbor. Ultimul pterozaur care a dispărut a fost Quetzalcoatlus. Marsupialele s-au dezvoltat în pădurile de conifere mari ca necrofagi. În oceane pe lângă Mozazauri se dezvoltă și pleziozauri uriași cum ar fi Elasmosaurus. Apar primele plante cu flori. La sfârșitul Cretacicului, regiunea vulcanică denumită Capcanele Deccan, și alte erupții vulcanice au otrăvit atmosfera.
Cretacicul se sfârșește cu o altă extincție în masă, cunoscută sub numele de extincția Cretacic-Paleogen, a cincea și cea mai recentă extincție, în care 75% din viața de pe Pământ a dispărut, inclusiv toți dinozaurii non-zburători. Tot ce avea peste 10 kilograme a dispărut. 

### Subdiviziuni
Cretacicul Superior  cuprinde următoarele subdiviziuni:
| Maastrichtian | (70,6 ± 0,6 – 65,5 ± 0,3 Ma) |
| Campanian     | (83,5 ± 0,7 – 70,6 ± 0,6 Ma) |
| Santonian     | (85,8 ± 0,7 – 83,5 ± 0,7 Ma) |
| Coniacian     | (88,6 – 85,8 ± 0,7 Ma)       |
| Turonian      | (93,6 ± 0,8 – 88,6 Ma)       |
| Cenomanian    | (99,6 ± 0,9 – 93,6 ± 0,8 Ma) |

## Galerie

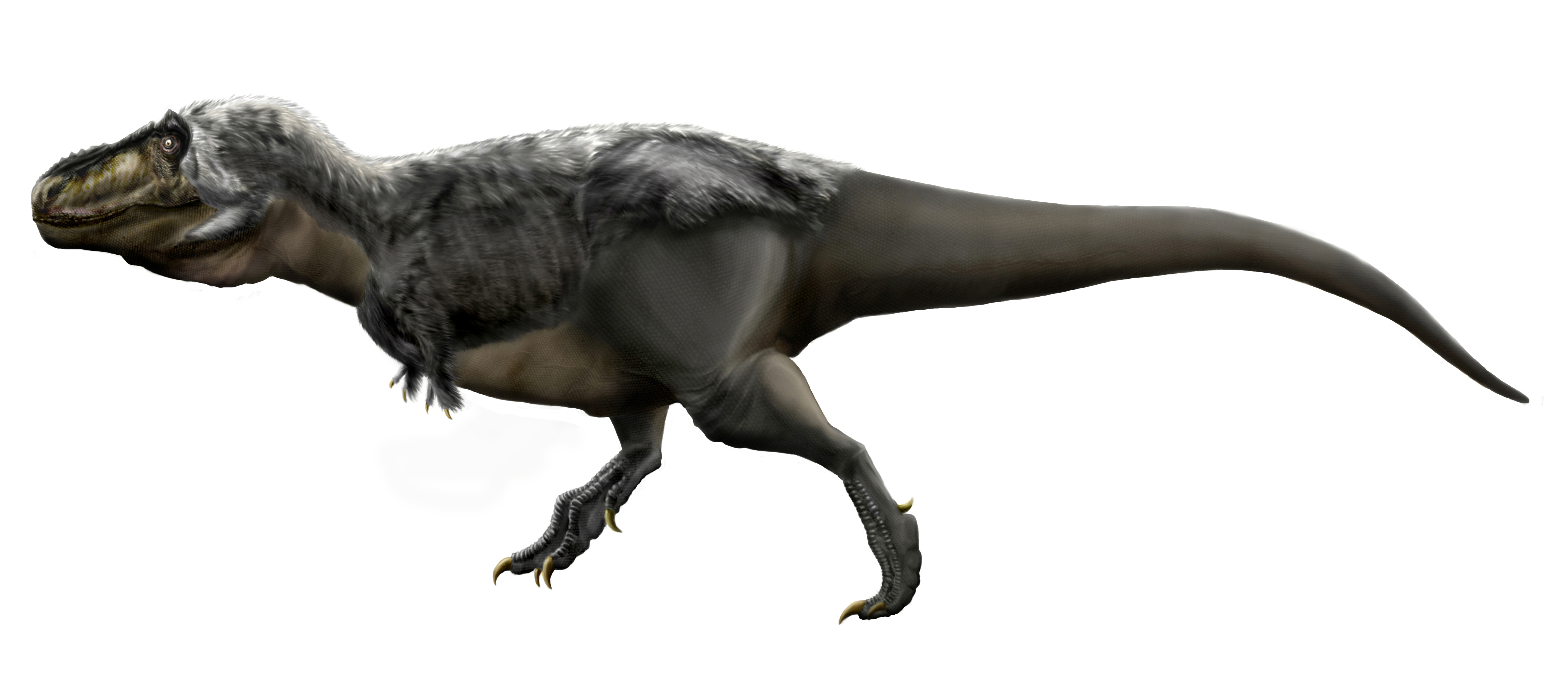
Tyrannosaurus
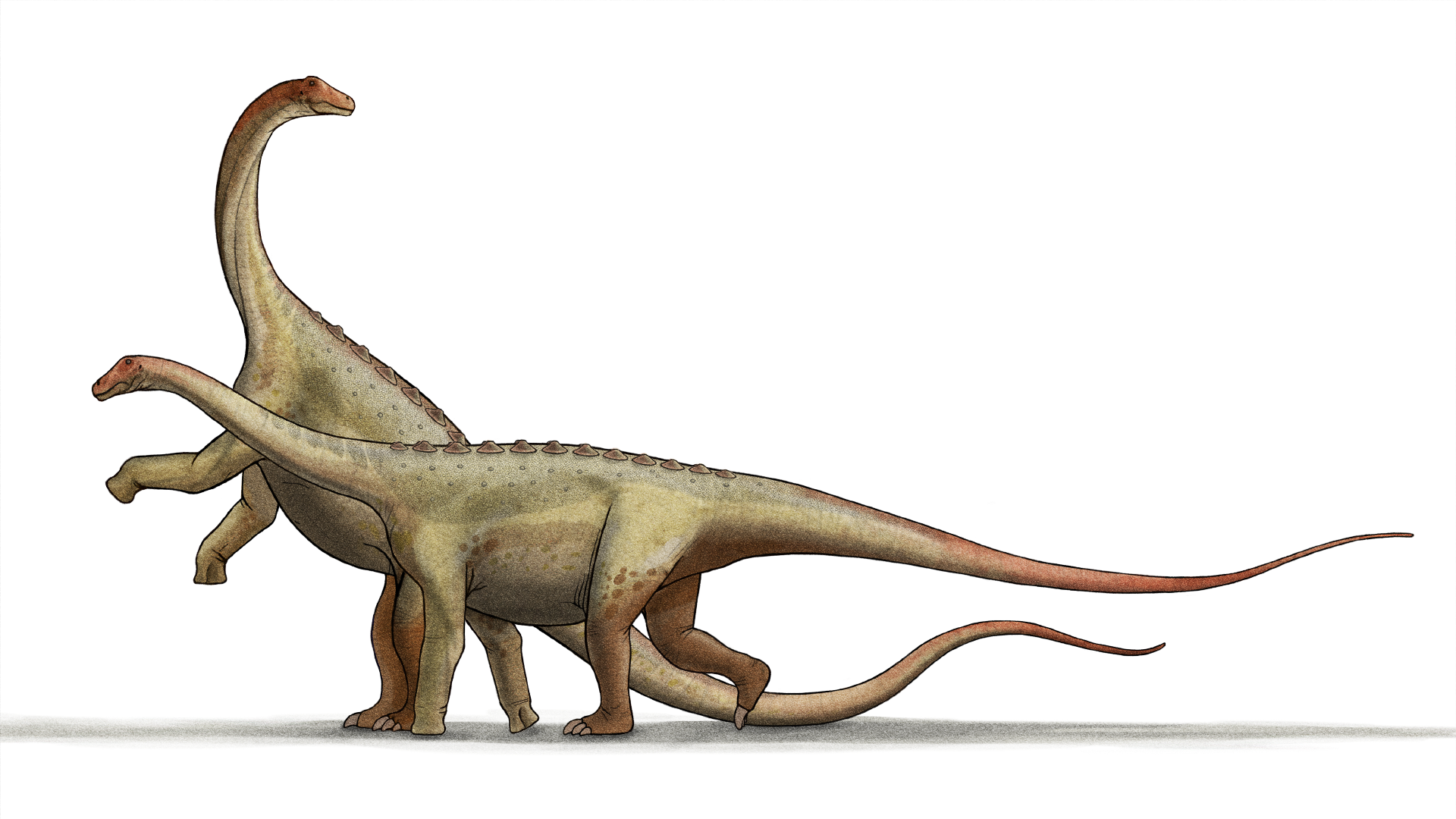
Saltasaurus
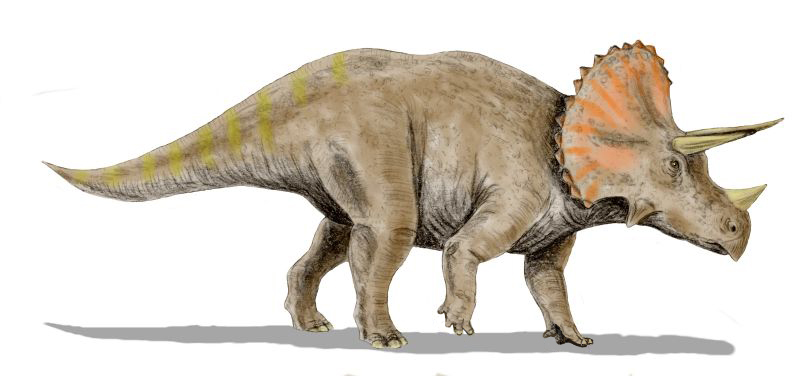
Triceratops
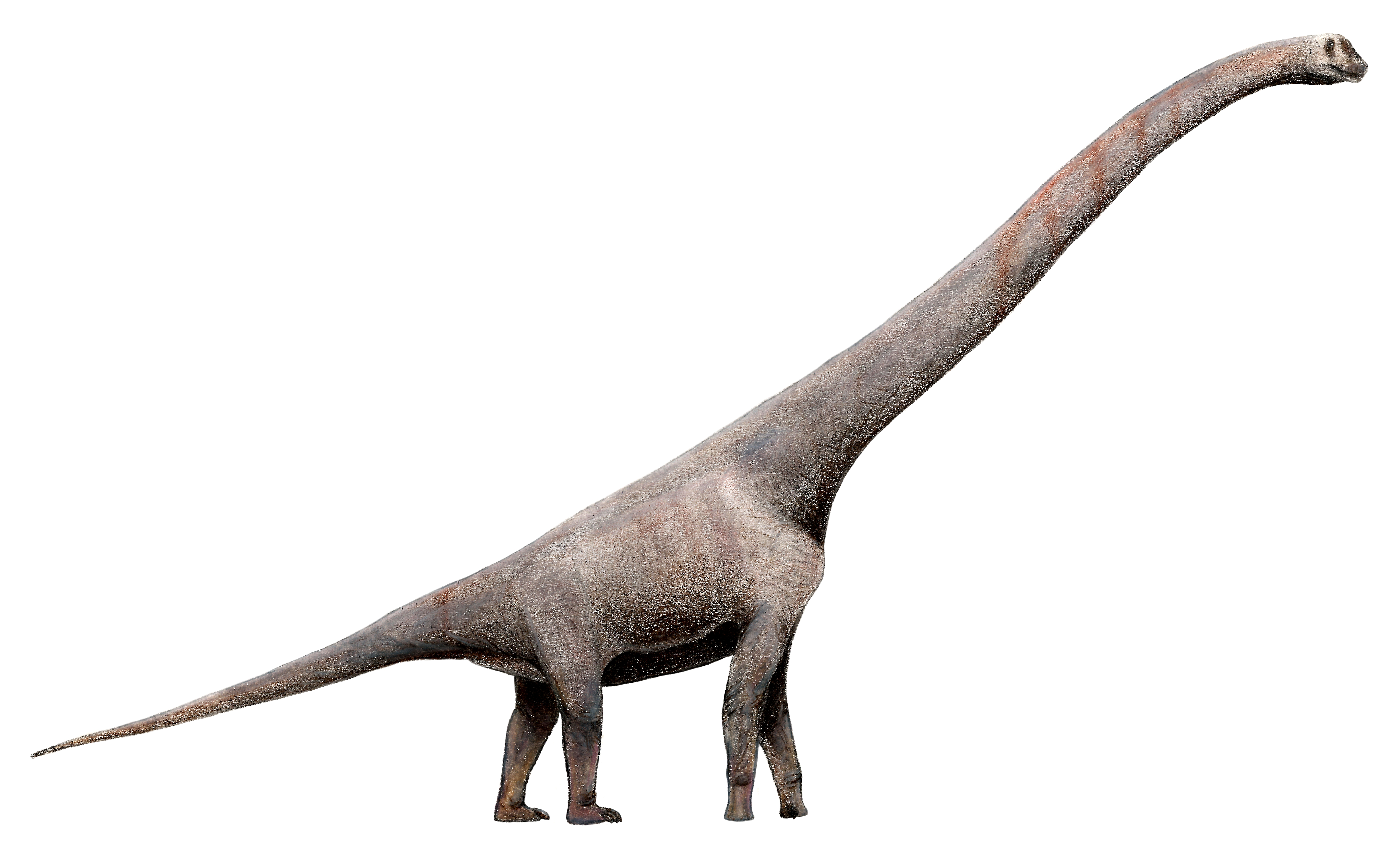
Sauroposeidon
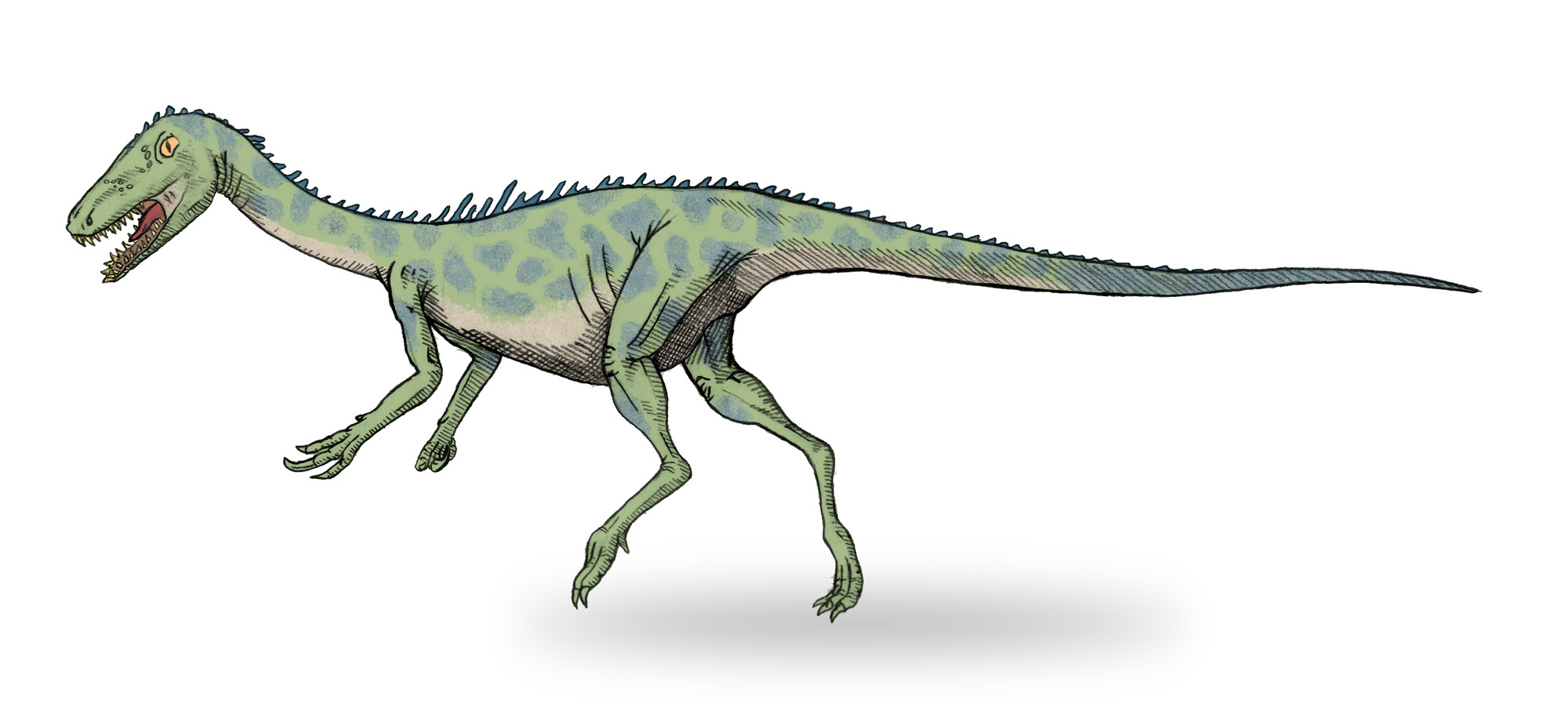
Noasaurus
Alamosaurus
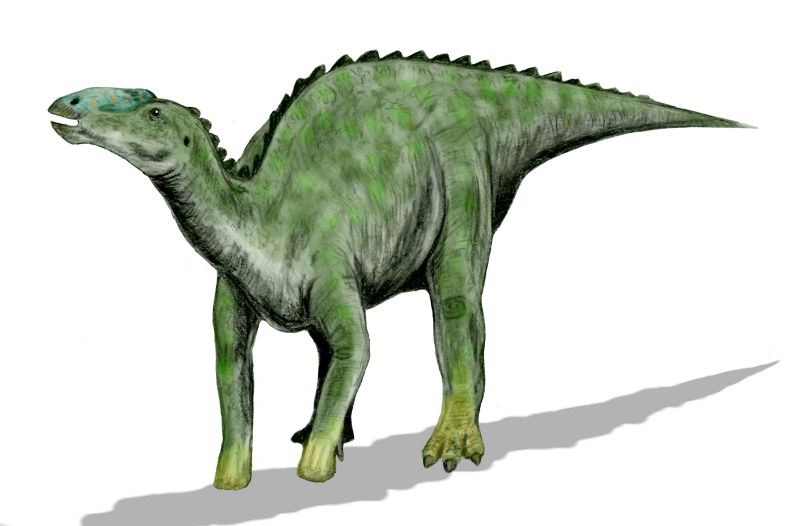
Kritosaurus
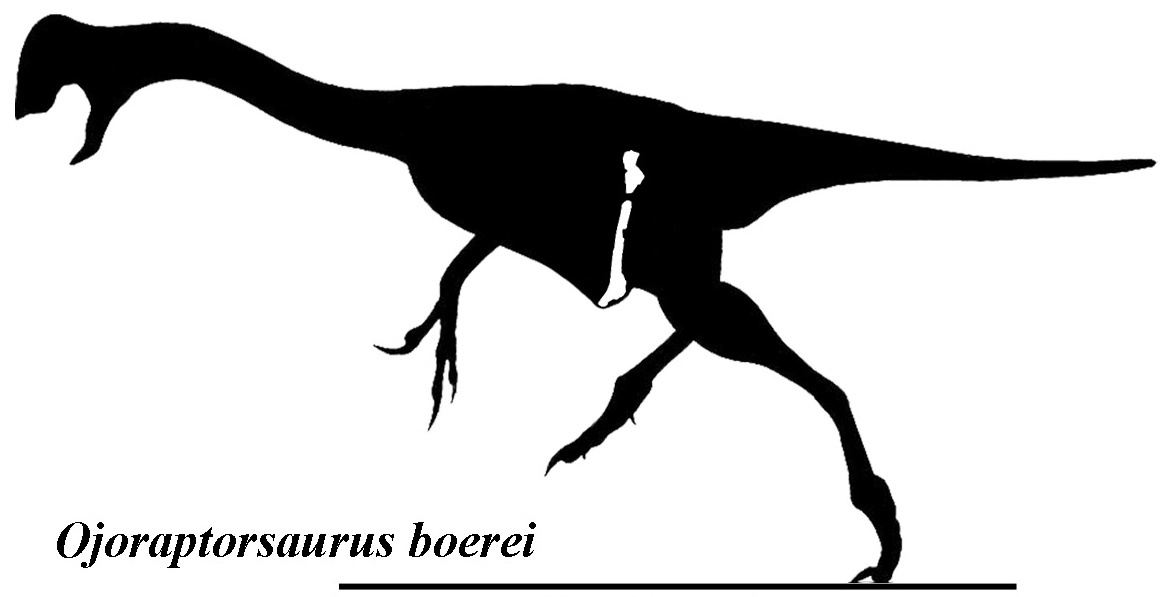
Ojoraptorsaurus
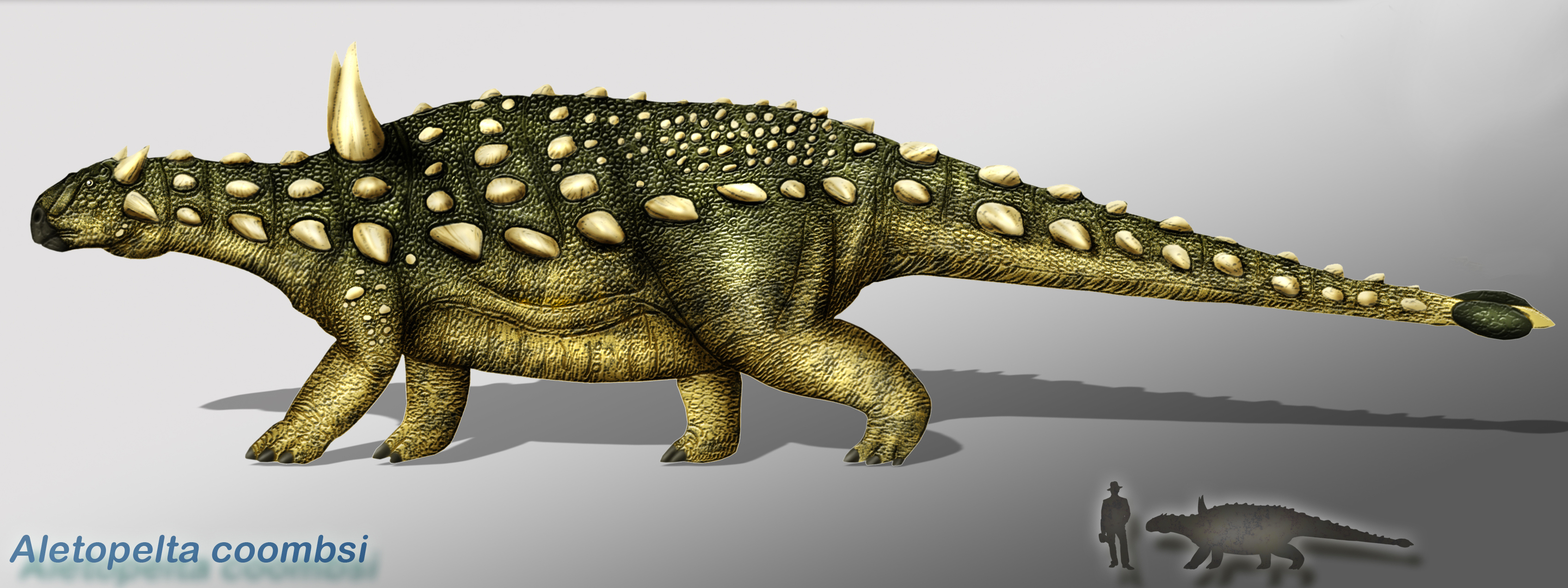
Aletopelta coombsi
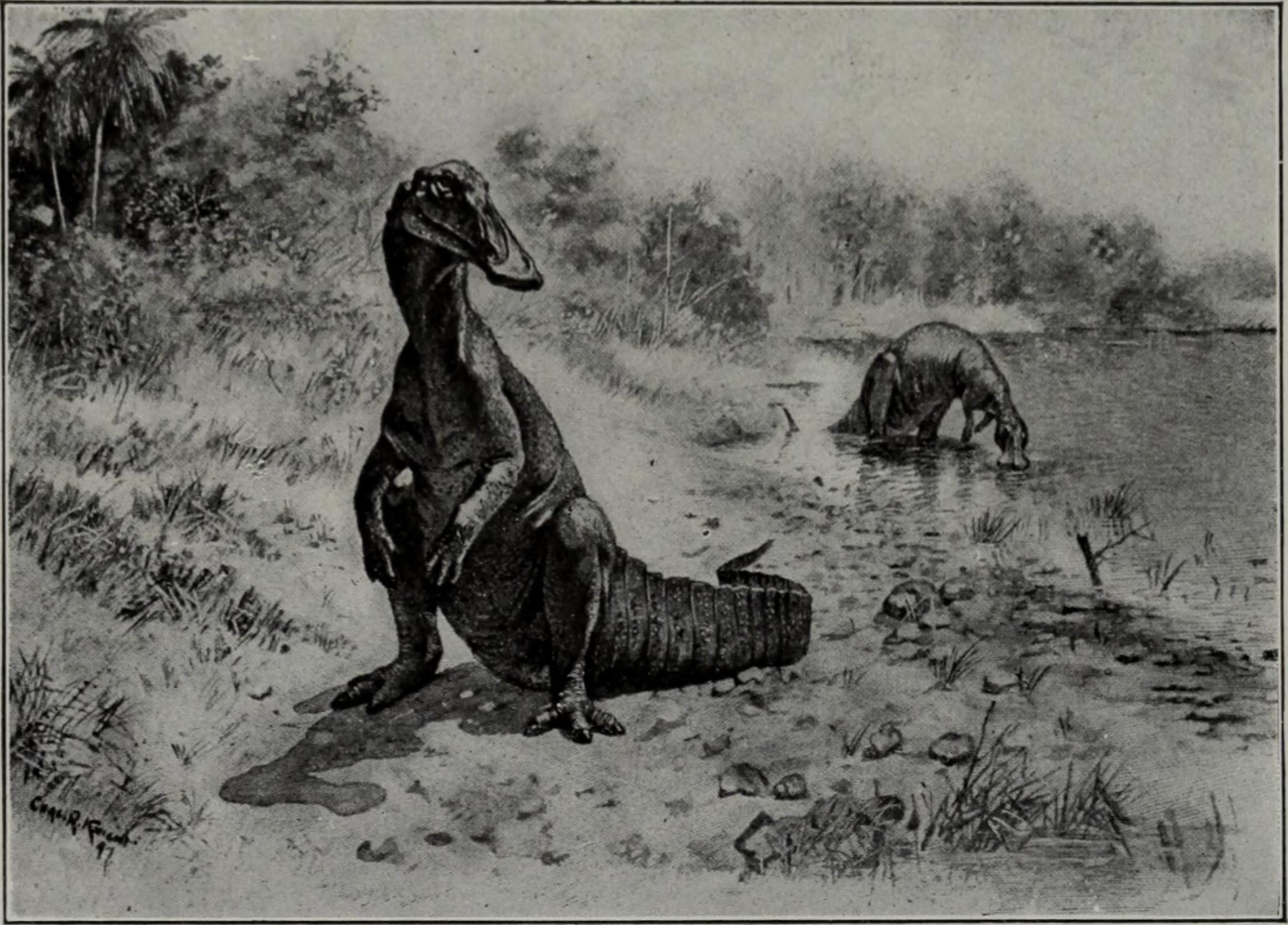
Hadrosaurus
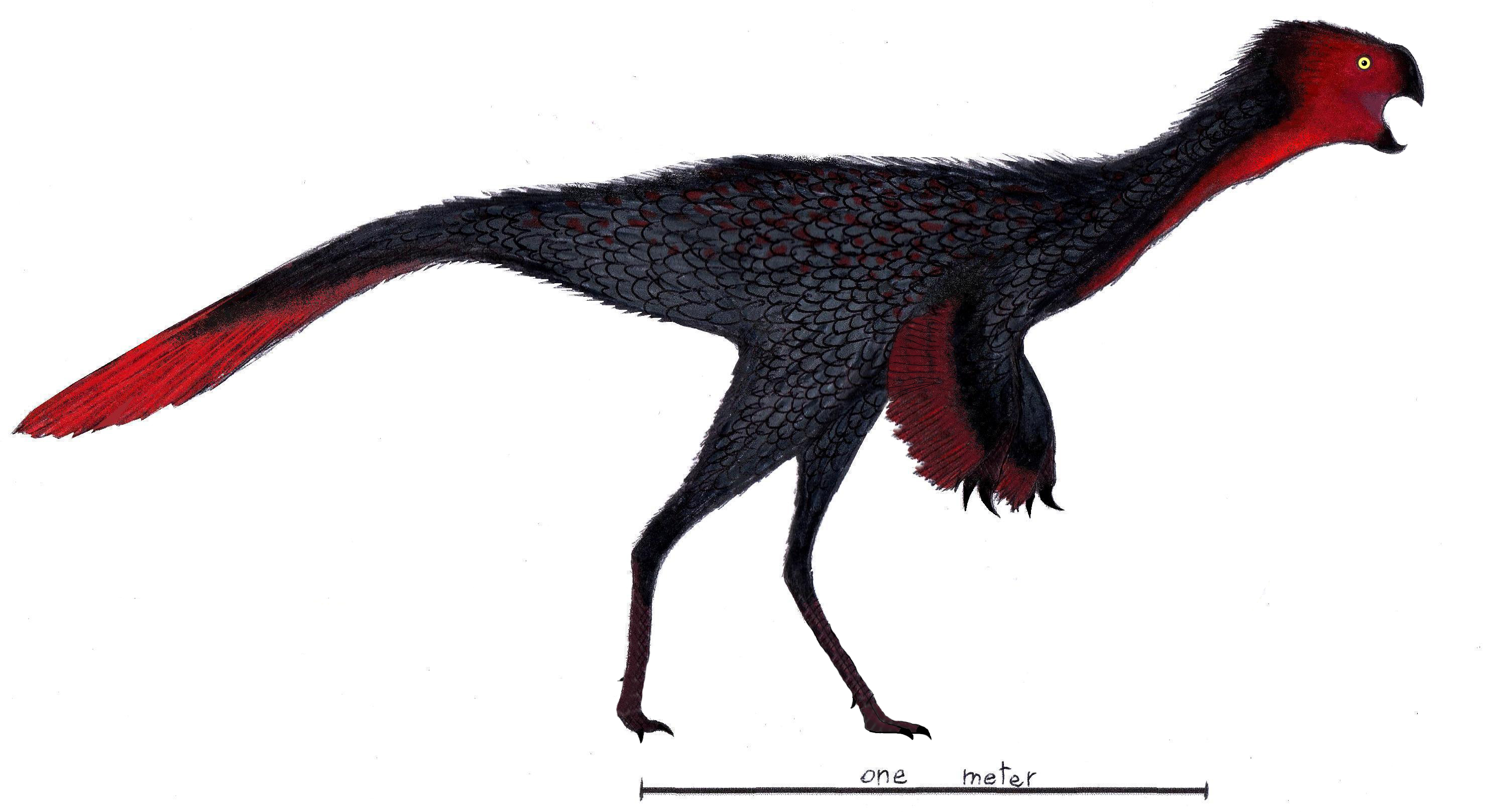
Ajancingenia
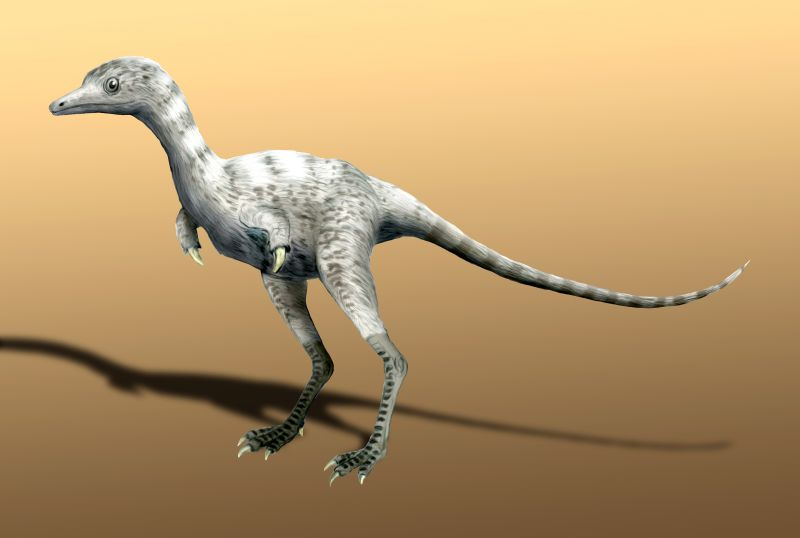
Ceratonykus
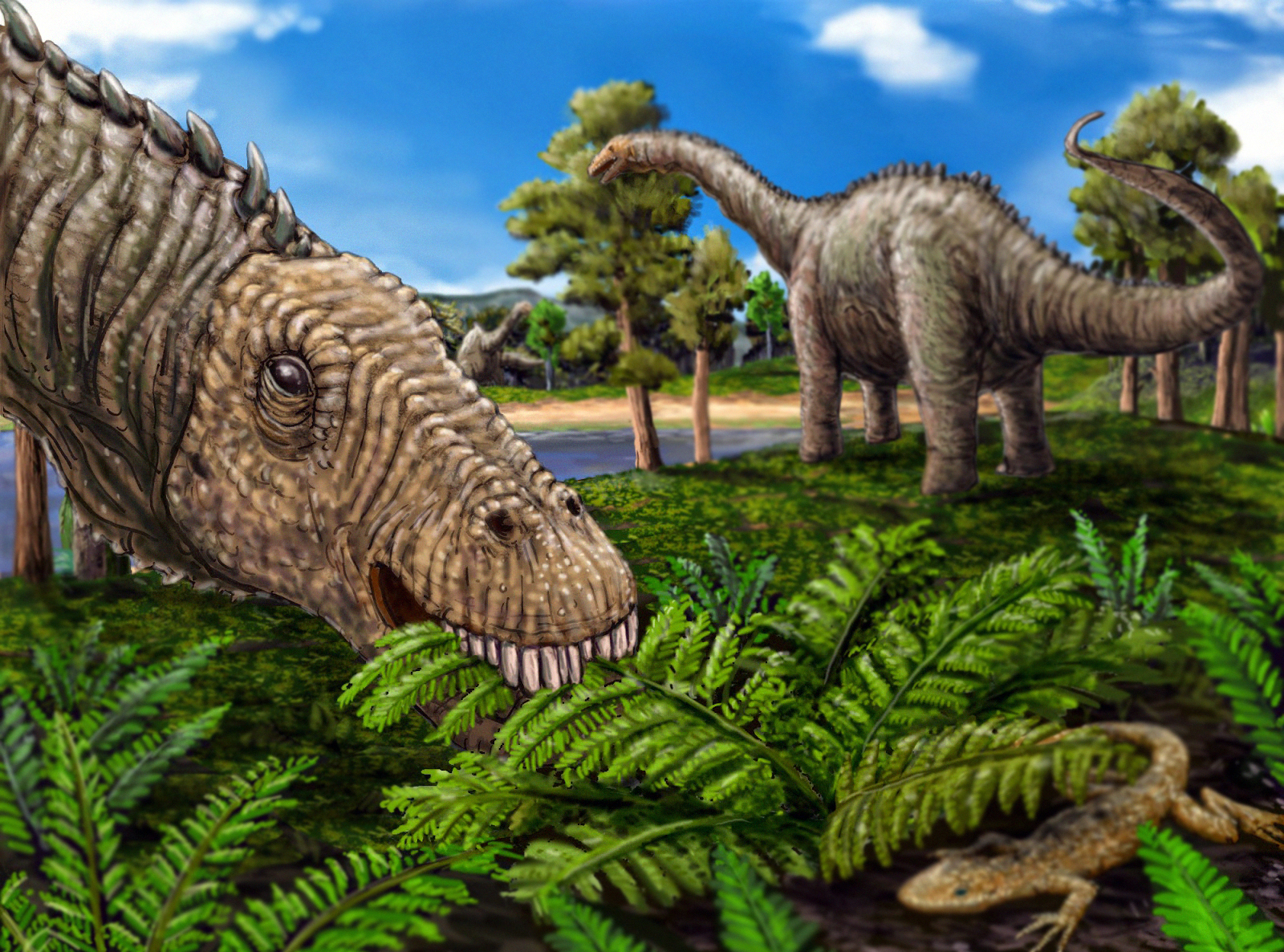
Quaesitosaurus
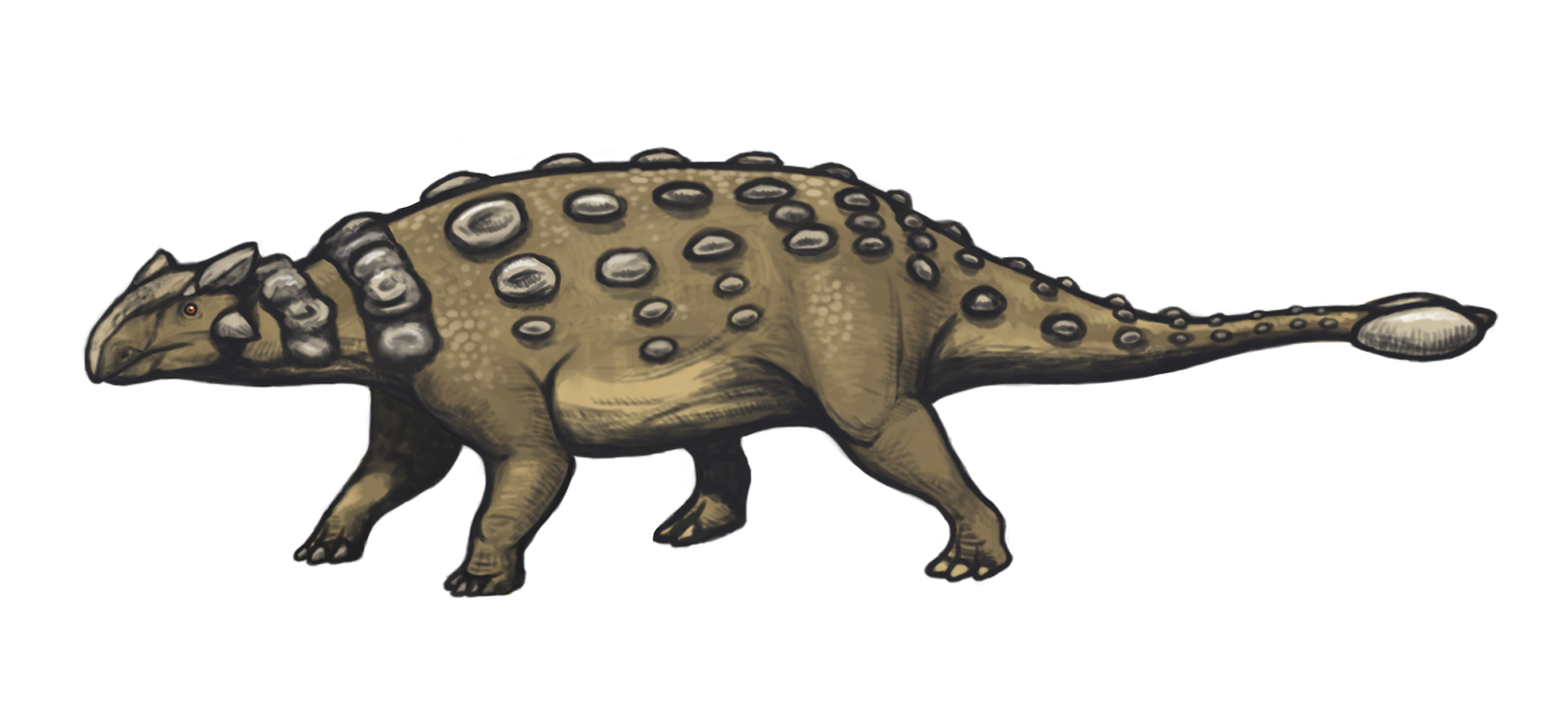
Ankylosaurus